# Группа кватернионов

Диаграмма циклов группы Q. Каждый цвет отражает последовательность степеней некоторого элемента. Например, красный цикл отражает тот факт, что i ^{2} = −1, i ^{3} = −i и i ^{4} = 1, а также (−i)^{2} = −1, (−i)^{3} = i и (−i)^{4} = 1.

В теории групп группа кватернионов — это неабелева группа восьмого порядка, изоморфная набору из восьми кватернионов с операцией умножения. Она часто обозначается буквой  Q или Q8, и определяется заданием группы
{\displaystyle Q=\langle -1,i,j,k\mid (-1)^{2}=1,\;i^{2}=j^{2}=k^{2}=ijk=-1\rangle ,}
где 1 — единичный элемент, а элемент −1 коммутирует с остальными элементами группы.

## Граф Кэли
Группа Q8 имеет тот же порядок, что и диэдрическая группа D4, но имеет другую структуру, что можно видеть на графах Кэли и диаграммах циклов:
| Граф Кэли                                                                               | Граф Кэли              | Граф циклов | Граф циклов |
| --------------------------------------------------------------------------------------- | ---------------------- | ----------- | ----------- |
| Q8 Красные стрелки обозначают умножение справа на i, а зелёные — умножение справа на j. | D4 Диэдрическая группа | Q8          | Dih4        |

Диэдрическая группа D4 получается из сплит-кватернионов таким же образом, что и Q8 из кватернионов.

## Таблица Кэли
Таблица Кэли (таблица умножения) для  Q:
| Q×Q | 1  | −1 | i  | −i | j  | −j | k  | −k |
| --- | -- | -- | -- | -- | -- | -- | -- | -- |
| 1   | 1  | −1 | i  | −i | j  | −j | k  | −k |
| −1  | −1 | 1  | −i | i  | −j | j  | −k | k  |
| i   | i  | −i | −1 | 1  | k  | −k | −j | j  |
| −i  | −i | i  | 1  | −1 | −k | k  | j  | −j |
| j   | j  | −j | −k | k  | −1 | 1  | i  | −i |
| −j  | −j | j  | k  | −k | 1  | −1 | −i | i  |
| k   | k  | −k | j  | −j | −i | i  | −1 | 1  |
| −k  | −k | k  | −j | j  | i  | −i | 1  | −1 |

Умножение шести мнимых единиц {±i, ±j, ±k} действует как векторное произведение единичных векторов в трёхмерном евклидовом пространстве.
{\displaystyle {\begin{alignedat}{2}ij&=k,&ji&=-k,\\jk&=i,&kj&=-i,\\ki&=j,&ik&=-j.\end{alignedat}}}

## Свойства
Группа кватернионов имеет необычное свойство гамильтоновости — любая подгруппа группы Q является нормальной подгруппой, и при этом сама группа не является абелевой. Любая гамильтонова группа содержит копию группы Q.
Можно построить четырёхмерное векторное пространство с базисом {1, i, j, k} и превратить его в ассоциативную алгебру с использованием приведённой выше таблицы умножения базисных векторов и продолжив операцию умножения по дистрибутивности. Полученная алгебра будет телом кватернионов. Заметим, что это не то же самое, что и групповая алгебра Q (которая имеет размерность 8). Обратно, можно начать с кватернионов и определить группу кватернионов как мультипликативную подгруппу, состоящую из восьми элементов {1, −1, i, −i, j, −j, k, −k}. Комплексное четырёхмерное векторное пространство с тем же базисом называется алгеброй бикватернионов.
Заметим, что i, j и k имеют порядок 4 в Q и любые два из них порождают всю группу. Другое задание группы Q, показывающее это:
{\displaystyle \langle x,y\mid x^{4}=1,x^{2}=y^{2},y^{-1}xy=x^{-1}\rangle .}
Можно, например, взять i = x, j = y и k = xy.
Центром и коммутантом группы Q является подгруппа {±1}. Факторгруппа Q/{±1} изоморфна четверной группе Клейна V. Группа внутренних автоморфизмов группы Q изоморфна факторгруппе Q по центру, и потому также изоморфна четверной группе Клейна. Полная группа автоморфизмов группы Q изоморфна S4, симметрической группе четырёх букв. Группой внешних автоморфизмов группы Q является  S4/V, которая изоморфна S3.

## Матричное представление

Группа кватернионов как подгруппа SL(2,C)

Группа кватернионов может быть представлена как подгруппа полной линейной группы GL2(C).  Представление
{\displaystyle Q=\{\pm 1,\pm i,\pm j,\pm k\}\to \mathrm {GL} _{2}(\mathbf {C} )}
определяется матрицами
{\displaystyle 1\mapsto {\begin{pmatrix}1&0\\0&1\end{pmatrix}}}
{\displaystyle i\mapsto {\begin{pmatrix}i&0\\0&-i\end{pmatrix}}}
{\displaystyle j\mapsto {\begin{pmatrix}0&1\\-1&0\end{pmatrix}}}
{\displaystyle k\mapsto {\begin{pmatrix}0&i\\i&0\end{pmatrix}}}
Поскольку все из приведённых выше матриц имеют единичные определители, они задают представление группы Q в специальной линейной группе 
SL2(C).

Группа кватернионов как подгруппа SL(2,3)

Существует также важное действие группы Q на восьми ненулевых элементах двумерного векторного пространства над конечным полем F3. Представление
{\displaystyle Q=\{\pm 1,\pm i,\pm j,\pm k\}\to \mathrm {GL} (2,3)}
определяется матрицами
{\displaystyle 1\mapsto {\begin{pmatrix}1&0\\0&1\end{pmatrix}}}
{\displaystyle i\mapsto {\begin{pmatrix}1&1\\1&-1\end{pmatrix}}}
{\displaystyle j\mapsto {\begin{pmatrix}-1&1\\1&1\end{pmatrix}}}
{\displaystyle k\mapsto {\begin{pmatrix}0&-1\\1&0\end{pmatrix}}}
где {−1,0,1} — три элемента поля F3.  
Поскольку определитель  всех матриц над полем F3 равен единице,  это является представлением группы Q в специальной линейной группе SL(2, 3). 
Более того, группа SL(2, 3) имеет порядок 24, а Q является нормальной подгруппой группы SL(2, 3) с индекса 3.

## Группа Галуа
Как показал Ричард Дин (Richard Dean) в 1981 году, группа кватернионов может быть задана как 
группа Галуа Gal(T/Q), где Q является полем рациональных чисел, а T является полем разложения многочлена
{\displaystyle x^{8}-72x^{6}+180x^{4}-144x^{2}+36}
над Q.
Доказательство использует основную теорему теории Галуа, а также две теоремы о циклических расширениях степени 4.

## Обобщённая группа кватернионов
Группа называется обобщённой группой кватернионов (или дициклической группой), если она имеет задание 
{\displaystyle \langle x,y\mid x^{2n}=y^{4}=1,x^{n}=y^{2},y^{-1}xy=x^{-1}\rangle .}
для некоторого целого n ≥ 2. Эта группа обозначается как Q4n и имеет порядок 4n. Коксетер обозначил эти дициклические группы как <2,2,n>, рассматривая их как частный случай бинарной полиэдральной группы <l,m,n>,  связанной с полиэдральными группами (p,q,r) и диэдральной группой (2,2,n). Обычная кватернионная группа соответствует случаю n = 2. Обобщённая кватернионная группа изоморфна подгруппе группы GL2(C), порождённой элементами
{\displaystyle \left({\begin{array}{cc}\omega _{n}&0\\0&{\overline {\omega }}_{n}\end{array}}\right)} и {\displaystyle \left({\begin{array}{cc}0&-1\\1&0\end{array}}\right)}
где ωn = eiπ/n. Она также изоморфна группе, порождённой  кватернионами x = eiπ/n и y = j.
Теорема Брауэра — Сузуки утверждает, что группы, для которых силовские 2-подгруппы являются обобщёнными кватернионами, не могут быть простыми.

## Внешние ссылки
- Weisstein, Eric W. Quaternion group (англ.) на сайте Wolfram MathWorld.